# Maurice Keen
Pour les articles homonymes, voir Keen.
Maurice Hugh Keen (30 octobre 1933 - 11 septembre 2012) est un historien britannique spécialisé dans le Moyen Âge. 

## Biographie
Son père est le directeur des finances de l'Université d'Oxford («Keeper of the University Chest») et membre du Balliol College d'Oxford, et après ses études au Winchester College, Maurice y devient étudiant de premier cycle en 1954. Il est un ami contemporain et de longue date de Thomas Henry Bingham, plus tard le Senior Law Lord, ainsi que de l'historien militaire, Sir John Keegan, dont il épouse la sœur Mary.
Le premier succès de Keen arrive avec l'écriture de The Outlaws of Medieval Legend alors qu'il est encore chercheur junior au Queen's College d'Oxford, 1957-1961. Il est élu Fellow au tutorat de Balliol en 1961, conservant sa place jusqu'à sa retraite en 2000, date à laquelle il est élu Fellow émérite. Il est également doyen junior (1963-1968), tuteur pour les admissions (1974-1978) et vice-maître (1980-1983).
En 1984, Keen remporte le prix d'histoire Wolfson pour son livre Chivalry. Le livre redéfinit de plusieurs manières la notion de chevalerie, en soulignant l'aspect militaire de celle-ci .
Keen est élu membre de la British Academy, membre de la Royal Historical Society et membre de la Society of Antiquaries of London.
Il apparaît dans le roman de fiction de 1989 The Negotiator de Frederick Forsyth.
Il est un gouverneur enthousiaste de la Blundell's School à Tiverton pendant de nombreuses années, l'école étant liée à Balliol par un don de la fondation de bourses d'études et de bourses.

## Publications
- (1965) The Laws of War in the Late Middle Ages, Routledge & K. Paul
- (1967) A History of Medieval Europe, Routledge Kegan & Paul,  (ISBN 0-7100-2899-7)
- (1973) England in the Later Middle Ages, London: Methuen,  (ISBN 0-416-75990-4)
- (1978) The Outlaws of Medieval Legend Univ of Toronto Press,  (ISBN 0-8020-1612-X)
- (1984) Chivalry, USA: Yale University Press  (ISBN 0-300-03150-5)
- (1986) Some Late Mediaeval Views on Nobility, University of London,  (ISBN 0-7187-0760-5)
- (1996) Nobles, Knights and Men-at-arms in the Middle Ages, Hambledon Continuum,  (ISBN 1-85285-087-6)
- (1999) Medieval Warfare: A History. Oxford University Press
- (2002) Origins of the English Gentleman, Stroud: Tempus,  (ISBN 0-7524-2558-7)
- (2010) Chivalry, London : The Folio Society